# Centalun
Centalun được phát triển bởi Boehringer Ingelheim vào năm 1962  và là một thuốc psycholeptic đặc tính thôi miên và thuốc an thần, thông qua allosteric agonism của thụ thể GABAA. Trước đây nó được sử dụng để an thần trong các thủ tục y tế như phẫu thuật, chỉnh hình  và phụ khoa, mặc dù nó không còn được sử dụng lâm sàng. Mặc dù có lịch sử sử dụng lâm sàng, centalun không bao giờ được đưa vào CSA và do đó vẫn không được kiểm soát như một loại thuốc lạm dụng.